# Scrophularia xylobasis
Scrophularia xylobasis är en flenörtsväxtart som beskrevs av Karl Heinz Rechinger. Scrophularia xylobasis ingår i släktet flenörter, och familjen flenörtsväxter. Inga underarter finns listade i Catalogue of Life.